# 常宽
常宽（1968年6月27日—）北京人，中国流行音乐歌手、音乐人，1980年代起就活跃在中国大陆一线流行乐坛，曾引导中国大陆音乐潮流，代表作为《奔向爱的怀抱》。

## 个人生涯
1985年，17岁时得常宽参加了在日本东京举行的第16届世界音乐节，以一首自己作词作曲的《奔向爱的怀抱》荣获「总指挥奖」，成为中国内地第一位在国际上获奖的流行歌手。常宽也是《血染的风采》一歌的首唱者。
1986年5月9日，出席了在北京工人体育馆举行的全国首界百名歌星《让世界充满爱》公益演出的录制与演唱，并与王虹、崔健、刘欣如、韦唯、付笛声等人一同担任主要领唱。1989年组建了「宝贝兄弟」乐队，是中国大陆摇滚音乐的先行者。
喜欢传统艺术的常宽，还是著名相声表演艺术家侯耀文的徒弟，但从未正式登台演出，常表示其拜侯耀文为师主要是为了做人，学的是艺术，而非赚钱。常宽也曾拜评书大师单田芳为师。